# ストアーズレポート
ストアーズレポートは、東京都中央区銀座に本社を置く株式会社ストアーズ社が発行する月刊の百貨店専門紙。

## 概要
1969年（昭和44年）創刊。百貨店における業界誌として、毎号、流通・小売業界の関心事や話題を発信。創刊時の編集長は後に日本の作家、エッセイスト、写真家、映画監督として知られる椎名誠がつとめた。